# Martininia
Martininia es un género de hongos en la familia Sclerotiniaceae.